# Karolewka (Bartoszyce)
Karolewka (deutsch Karlshof) ist ein Ort in der polnischen Woiwodschaft Ermland-Masuren. Er gehört zur Gmina Bartoszyce (Landgemeinde Bartenstein) im Powiat Bartoszycki (Kreis Bartenstein (Ostpr.)).

## Geographische Lage
Karolewka liegt unmittelbar an der östlichen Grenze der Stadt Bartoszyce (deutsch Bartenstein) in der nördlichen Mitte der Woiwodschaft Ermland-Masuren, zwei Kilometer vom Zentrum der Stadt Bartoszyce entfernt bzw. 25 Kilometer südwestlich der früheren und heute auf russischem Hoheitsgebiet gelegenen Kreisstadt Friedland (russisch Prawdinsk).

## Geschichte
Karlshof war bis 1945 ein kleiner Hof und Wohnplatz innerhalb der Stadtgemeinde Bartenstein (Ostpr.), die bis 1927 zum ostpreußischen Kreis Friedland gehörte, der dann in „Kreis Bartenstein“ umbenannt wurde. Im Jahre 1905 zählte der kleine Ort 27 Einwohner.
Als das gesamte südliche Ostpreußen 1945 in Kriegsfolge an Polen fiel, wurde Karlshof aus der nunmehr „Bartoszyce“ genannten Stadt ausgegliedert und verselbständigt. Der kleine Ort erhielt die polnische Namensform „Karolewka“ und gehört heute zur Landgemeinde Bartoszyce im Powiat Bartoszycki, von 1975 bis 1998 der Woiwodschaft Olsztyn, seither der Woiwodschaft Ermland-Masuren zugeordnet. Karolewka ist jetzt część kolonii Dębówko (= „Ortsteil der Kolonie Dębówko“ (Eichenbruch)).

## Kirche
Kirchlich war Karlshof bis 1945 in die Stadt Bartenstein integriert – zur dortigen evangelischen Johanniskirche in der Kirchenprovinz Ostpreußen der Kirche der Altpreußischen Union und zur römisch-katholischen Kirche St. Bruno im damaligen Bistum Ermland.
Auch heute besteht der Bezug Karolewkas zur Stadt Bartoszyce, die nun katholischerseits zum Erzbistum Ermland gehört und evangelischerseits als Filialgemeinde von Kętrzyn (Rastenburg) in der Diözese Masuren der Evangelisch-Augsburgischen Kirche in Polen versorgt wird.

## Verkehr
In Karolewka endet die aus Bartoszyce kommende ulica Przemysłowa, die als Nebenstraße über Witki (Aßmanns) bis nach Wiatrowiec (Wöterkeim) in der Stadt- und Landgemeinde Sępopol (Schippenbeil) verläuft.
Es besteht heute keine Anbindung an den Bahnverkehr mehr. Bis 2002 war die Stadt Bartoszyce nächstgelegene Bahnstation an der Bahnstrecke Głomno–Białystok (sie führt an der nördlichen Ortsgrenze Karolewkas vorbei), die jetzt aber erst/schon in Korsze (Korschen) beginnt/endet.